# Кое е това момиче?
„Кое е това момиче?“ (на английски: Who's That Girl) е американска романтична комедия от 1987 г. на режисьора Джеймс Фоли по сценарий на Андрю Смит и Кен Финкелман, с участието на Мадона и Грифин Дън. Снимачният процес се провежда в Ню Йорк Сити през юли 1986 г. и приключва през март 1987 г. Премиерата на филма излиза по кината в Съединените щати на 7 август 1987 г.

## Актьорски състав
- Мадона – Ники Фин
- Грифин Дън – Лаудън Трот
- Хавиланд Морис – Уенди Уортингтън
- Джон Макмартин – Саймън Уортингтън
- Биби Беш – госпожа Уортингтън
- Робърт Суан – детектив Белсън
- Дрю Пилсбъри – детектив Дойл
- Коати Мънди – Роул
- Денис Бъркли – Бени
- Карън Даян Болдуин – Хедър

## В България
В България филмът е издаден на видеокасета от „Брайт Айдиас“ през октомври 1993 г. с български дублаж. Екипът се състои от:
| Пост                | Име                                                                                         |
| ------------------- | ------------------------------------------------------------------------------------------- |
| Преводач            | Иван Гарвалов                                                                               |
| Редактор            | Лилия Райчева                                                                               |
| Озвучаващи артисти  | Адриана Андреева Елза Борисова Владимир Пенев Стефан Стефанов Игор Марковски Георги Новаков |
| Звукооператор       | Пламен Пировски                                                                             |
| Звукорежисьор       | Сия Попова                                                                                  |
| Режисьор на дублажа | Мирослав Стоянов                                                                            |

През 2006 г. е издаден на DVD от „Съни Филмс“.